# 西尾真鈴
西尾 真鈴（にしお まりん、1984年8月2日 - ）は、日本の女性フリーアナウンサー。元高知さんさんテレビアナウンサー。
所属事務所は株式会社ライムライト。
高知県四万十市出身。フェリス女学院大学卒業後、2007年にさんさんテレビ入社。
2014年3月に退社、翌月よりフリーアナウンサーとしての活動を開始する。
趣味はDVD観賞。特技はゴルフ。

## 担当番組

### さんさんテレビ時代
- SUNSUNスーパーニュース
- SUNSUNニュース&お天気
- 高島康彰プロのみんなでゴルフ
- SUNSUN元気屋本舗
- わがまま!気まま!旅気分[1]
  - 「三山ひろし&桑原みずきと行く GO WEST!高知海鮮山鮮ツアー」（2012年6月23日）
  - 「三山ひろし&桑原みずきが行く!食べてびっくり!出会ってどっきり!高知東部よくばりツアー」（2013年2月23日）
  - 「よくばり女子も大満足!高知に行くなら今でしょ」（2013年7月27日） - 白田久子と共演
  - 「女子が行きたい 高知へんろに触れる旅〜四国霊場 開創1200年〜」（2014年2月15日） - 白田久子と共演

### フリー転向後
- 森永卓郎の群馬発元気情報（群馬テレビ）リポーター
- ビジネスジャーナル（群馬テレビ）リポーター
- デイリーニュース（ジェイコム八王子）キャスター